# Le miroir se brisa (téléfilm, 1992)
Pour les articles homonymes, voir Le miroir se brisa (homonymie).
Le miroir se brisa (The Mirror Crack'd from Side to Side) est un téléfilm policier britannique de la première série télévisée Miss Marple, réalisé par Norman Stone, sur un scénario de T.R. Bowen, d'après le roman Le miroir se brisa d'Agatha Christie.
Ce téléfilm, qui constitue le 12e et dernier épisode de la série, a été diffusé pour la première fois au Royaume-Uni le 27 décembre 1992 sur la BBC.
Ce téléfilm n'a pas été doublé en français et n'a donc pas été diffusé en France.

## Fiche technique
- Titre français : Le miroir se brisa
- Titre original (anglais) : The Mirror Crack'd from Side to Side
- Réalisation : Norman Stone
- Scénario : T.R. Bowen, d'après le roman Le miroir se brisa (1962) d'Agatha Christie
- Décors : Merle Downie et Alan Spalding
- Costumes : Judy Pepperdine
- Photographie : John Walker
- Montage : Bernard Ashby
- Musique originale : Alan Blaikley et Ken Howard
- Production : George Gallaccio
- Sociétés de production :
  - British Broadcasting Corporation (Royaume-Uni)
  - A&E Television Networks (États-Unis)
  - Seven Network (Australie)
- Durée : 106 minutes
- Pays d'origine :  Royaume-Uni
- Langue originale : Anglais
- Genre : Policier
- Ordre dans la série : 12e épisode
- Première diffusion :
  -  Royaume-Uni : 27 décembre 1992 sur la BBC.

## Distribution
- Joan Hickson : Miss Marple
- Claire Bloom : Marina Gregg (épouse de Jason Rudd)
- Barry Newman : Jason Rudd
- Norman Rodway : le docteur Gilchrist
- Elizabeth Garvie : Ella Zeilinsky
- John Cassady : Giuseppe Murano
- David Horovitch (en) : le superintendant Slack
- John Castle : l'inspecteur Craddock
- Gwen Watford : Dolly Bantry
- Judy Cornwell : Heather Badcock
- Christopher Hancock : Arthur Badcock
- Margaret Courtenay : Miss Knight
- Rose Keegan : Gladys Dixon
- Trevor Bowen : Raymond West